# Tunéziai dinár
A dinár Tunézia hivatalos pénzneme.
Az 1 dináros érméből illetve a 10 dináros bankjegyből 3 féle is forgalomban van.

## Érmék
2013. december 26-án új érmesorozatot bocsátottak ki.
|                | 5 millim             |
|                | 10 millim            |
|                | 20 millim            |
|                | 50 millim            |
|                | 100 millim           |
|                | 200 millim           |
|                | ½ dinár (500 millim) |
| 1 dináros képe | 1 dinár              |
|                | 2 dinár              |
|                | 5 dinár              |

## Bankjegyek
2017. december 21-én új 20 dináros bankjegyet bocsátottak ki.
| Kép    | Kép    | Névérték | Méret          | Szín   | Leírás                  | Leírás                          | Dátumok   | Dátumok            | Dátumok     |
| Előlap | Hátlap | Névérték | Méret          | Szín   | Előlap                  | Hátlap                          | Nyomtatás | Kibocsátás         | visszavonás |
| ------ | ------ | -------- | -------------- | ------ | ----------------------- | ------------------------------- | --------- | ------------------ | ----------- |
|        |        | 5 dinár  | 143 x 73 mm    | zöld   | Hannibal, Karthágó      | karthágói hajók                 | 2013      | 2014. 03. 17.      | forgalomban |
|        |        | 10 dinár | 148 x 73 mm    | kék    | El Kacem Chebbi         | Medesa Bacchia iskola Tuniszban | 2013      | 2013. 11. 28.      | forgalomban |
|        |        | 20 dinár |                | ibolya | Kheireddine Et-Tounsi   |                                 |           |                    | forgalomban |
|        |        | 20 dinár | 153 x 76 mm    | vörös  | Farhat Hached           | El Dzsem amfiteátruma           | 2017      | 2017. december 21. | forgalomban |
|        |        | 50 dinár | 167 mm x 80 mm | zöld   | Ibn El Rachiq Kairouani |                                 |           |                    | forgalomban |